# 1994년 1월
| 1994년: 1월 · 2월 · 3월 · 4월 · 5월 · 6월 · 7월 · 8월 · 9월 · 10월 · 11월 · 12월 |

| <          | 1994년 1월 | 1994년 1월 | 1994년 1월   | 1994년 1월 | 1994년 1월 | >            |
| 일         | 월         | 화         | 수           | 목         | 금         | 토           |
|            |            |            |              |            |            | 1 11.20 정해 |
| 2 21 무자  | 3 22 기축  | 4 23 경인  | 5 24 신묘    | 6 25 임진  | 7 26 계사  | 8 27 갑오    |
| 9 28 을미  | 10 29 병신 | 11 30 정유 | 12 12.1 무술 | 13 2 기해  | 14 3 경자  | 15 4 신축    |
| 16 5 임인  | 17 6 계묘  | 18 7 갑진  | 19 8 을사    | 20 9 병오  | 21 10 정미 | 22 11 무신   |
| 23 12 기유 | 24 13 경술 | 25 14 신해 | 26 15 임자   | 27 16 계축 | 28 17 갑인 | 29 18 을묘   |
| 30 19 병진 | 31 20 정사 |            |              |            |            |              |

| 편집하기 |